# Jim Dowd
James Thomas „Jim“ Dowd (* 25. Dezember 1968 in Brick Township, New Jersey) ist ein ehemaliger US-amerikanischer Eishockeyspieler, der im Verlauf seiner aktiven Karriere zwischen 1987 und 2007 unter anderem 827 Spiele für die New Jersey Devils, Vancouver Canucks, New York Islanders, Calgary Flames, Edmonton Oilers, Minnesota Wild, Canadiens de Montréal, Chicago Blackhawks, Colorado Avalanche und Philadelphia Flyers in der National Hockey League auf der Position des Centers bestritten hat. Seinen größten Karriereerfolg feierte Dowd in Diensten der New Jersey Devils mit dem Gewinn des Stanley Cups im Jahr 1995.

## Karriere
Der 1,83 m große Center begann seine Karriere im Team der Lake Superior State University im Spielbetrieb der National Collegiate Athletic Association, bevor er beim NHL Entry Draft 1987 als 149. in der achten Runde von den Devils ausgewählt wurde.
Nach seinem College-Abschluss spielte der Rechtsschütze für die Utica Devils, einem Farmteam New Jerseys in der American Hockey League. Als er während der Saison 1991/92 sein NHL-Debüt für die New Jersey Devils gab, war er der erste heimische Spieler, der jemals für das Team aus East Rutherford in der höchsten amerikanischen Profiliga aufgelaufen war. Auch den Großteil der drei folgenden Spielzeiten verbrachte Dowd in der AHL, zunächst in Utaca, später dann bei den Albany River Rats, dem neuen Farmteam der New Jersey Devils. Nach guten Leistungen dort gehörte der Amerikaner schon in der nächsten Spielzeit zum Stammkader der Devils, aufgrund des Lockouts in dieser Saison sowie einer Schulterverletzung absolvierte Dowd jedoch nur 21 Spiele für New Jersey, davon allerdings elf in den Play-offs, in denen er mit zwei Toren und einem Assist zum ersten Stanley-Cup-Sieg der Devils beitrug.
Am 19. Dezember desselben Jahres wurde Jim Dowd schließlich zusammen mit einem Zweitrundenpick für den NHL Entry Draft 1997 im Tausch gegen Jocelyn Lemieux und einen 1998er-Draftpick zu den Hartford Whalers transferiert. Doch noch am selben Tag tauschten die Whalers den Rechtsschützen ihrerseits mit František Kučera gegen Jeff Brown  mit den Vancouver Canucks. In Vancouver absolvierte Dowd jedoch nur 38 Spiele, zur Saison 1996/97 wechselte er zu den New York Islanders. Doch während seiner Zeit in New York bestritt Jim Dowd wiederum nur drei NHL-Spiele, den Rest der Zeit verbrachte er im IHL-Farmteam der Islanders, den Utah Grizzlies, sowie bei den Saint John Flames in der AHL. Am 10. Juli 1997 unterzeichnete der Stürmer schließlich einen Vertrag als Free Agent bei den Calgary Flames.
Am 27. Juni 1998 transferierten die Flames Dowd zu den Nashville Predators, doch zum zweiten Mal in seiner Karriere wurde der Spieler ohne einen Einsatz bestritten zu haben weitertransferiert, sodass er zu Beginn der Saison 1998/99 auf der Gehaltsliste der Edmonton Oilers stand. In seiner ersten Saison in Kanada absolvierte Dowd nur ein NHL-Spiel und verbrachte die restliche Zeit bei den Hamilton Bulldogs in der American Hockey League. Nach einer zweiten Saison mit häufigeren NHL-Einsätzen wurde Dowd beim NHL Expansion Draft 2000 von den neu gegründeten Minnesota Wild ausgewählt, für die er vier Jahre lang auf dem Eis stand. Nach einem Jahr bei den Montréal Canadiens unterzeichnete Dowd während der Lockout-Saison 2004/05 einen Vertrag bei den Hamburg Freezers, nach einem Jahr DEL kehrte er in die Vereinigten Staaten zurück, um ein Engagement bei den Chicago Blackhawks zu beginnen.
Nach wenigen Spielen bei den Colorado Avalanche kehrte Jim Dowd am 2. November 2006 zu den New Jersey Devils zurück, für ihn wurde Dan LaCouture nach Colorado transferiert. Zur Saison 2007/08 wechselte Dowd zu den Philadelphia Flyers. Im Sommer 2008 beendete er seine Karriere.

## Erfolge und Auszeichnungen
| - 1988 CCHA-Meisterschaft mit der Lake Superior State University - 1988 NCAA-Division-I-Meisterschaft mit der Lake Superior State University - 1990 CCHA Second All-Star-Team - 1990 NCAA West Second All-American-Team - 1991 CCHA-Meisterschaft mit der Lake Superior State University | - 1991 CCHA Player of the Year - 1991 CCHA First All-Star-Team - 1991 NCAA West First All-American-Team - 1995 Stanley-Cup-Gewinn mit den New Jersey Devils |

## Karrierestatistik
(Legende zur Spielerstatistik: Sp oder GP = absolvierte Spiele; T oder G = erzielte Tore; V oder A = erzielte Assists; Pkt oder Pts = erzielte Scorerpunkte; SM oder PIM = erhaltene Strafminuten; +/− = Plus/Minus-Bilanz; PP = erzielte Überzahltore; SH = erzielte Unterzahltore; GW = erzielte Siegtore; 1 Play-downs/Relegation; Kursiv: Statistik nicht vollständig)